# فرانکو دوری
فرانکو دوری (انگلیسی: Franco Dori; ۷ مهٔ ۱۹۴۳ – ۲۹ نوامبر ۱۹۸۷) بازیکن فوتبال اهل ایتالیا بود.
از باشگاه‌هایی که در آن بازی کرده‌است می‌توان به باشگاه فوتبال آلساندریا، باشگاه فوتبال آ.اس. رم، باشگاه فوتبال ونتزیا، و باشگاه فوتبال مسینا اشاره کرد.